# Antheraea wilfriedi
Antheraea wilfriedi är en fjärilsart som beskrevs av Sageder. Antheraea wilfriedi ingår i släktet Antheraea och familjen påfågelsspinnare. Inga underarter finns listade i Catalogue of Life.